# Clasificación académica de universidades de Colombia
La clasificación académica de universidades colombianas consiste en la creación de listas ordenadas que posicionan a las universidades e instituciones de educación superior e investigación de Colombia de acuerdo a una rigurosa metodología científica de tipo bibliométrico que incluye criterios objetivos medibles y reproducibles.

## General
- Clasificación mundial de universidades QS:

| Posición en Colombia                  | Posición en el mundo | Universidad                        |
| ------------------------------------- | -------------------- | ---------------------------------- |
| 1                                     | 220                  | Universidad de los Andes           |
| 2                                     | 243                  | Universidad Nacional de Colombia   |
| 3                                     | 382                  | Pontificia Universidad Javeriana   |
| 4                                     | 601-650              | Universidad Pontificia Bolivariana |
| 5                                     | 651-700              | Universidad Externado de Colombia  |
| 6                                     | 651-700              | Universidad ICESI                  |
| 7                                     | 651-700              | Universidad de Antioquia           |
| 8                                     | 701-750              | Universidad de La Sabana           |
| 9                                     | 751-800              | Universidad del Rosario            |
| 10                                    | 801-1000             | Universidad EAFIT                  |
| Fuente: QS World University Rankings. |                      |                                    |

## Criterios de Estado

### Exámenes estandarizados
Listado de acuerdo a las puntuaciones obtenidos en los exámenes Saber Pro 2024 del ICFES.
| N.º | Institución                                      | Calificación Promedio |
| --- | ------------------------------------------------ | --------------------- |
| 1   | Universidad Nacional de Colombia                 | 185,7                 |
| 2   | Universida EIA                                   | 184,8                 |
| 3   | Universidad de los Andes                         | 184                   |
| 4   | Universidad del Rosario                          | 183,5                 |
| 5   | Universidad Icesi                                | 181,8                 |
| 6   | Universidad de La Sabana                         | 181,5                 |
| 7   | Universidad Nacional de Colombia (Sede Medellín) | 178,5                 |
| 8   | Colegio de Estudios de Administración (Cesa)     | 178                   |
| 9   | Universidad Javeriana(Sede Bogota)               | 174                   |
| 10  | Universidad del Norte                            | 173,6                 |

### MIDE
El MEN (Ministerio de Educación Nacional) califica las instituciones de educación superior según su calidad, "MIDE" (Modelo de Indicadores del Desempeño de la Educación ), en el cual se analizaron 187 IES.
| N.º | Institución                         |
| --- | ----------------------------------- |
| 1   | Universidad de los Andes            |
| 2   | Universidad Nacional de Colombia    |
| 3   | Universidad del Rosario             |
| 4   | Universidad de La Sabana            |
| 5   | Universidad EAFIT                   |
| 6   | Universidad de Antioquia            |
| 7   | Pontificia Universidad Javeriana    |
| 8   | Universidad CES                     |
| 9   | Universidad Icesi                   |
| 10  | Universidad Industrial de Santander |

### Por acreditación
El Consejo Nacional de Acreditación aplica un proceso iterativo a las Universidades Colombianas, en el que continuamente evalúa su rendimiento. De acuerdo a esto, acredita a las instituciones por cierto número de años.
| N.º | Institución                         | Duración |
| --- | ----------------------------------- | -------- |
| 1   | Universidad Nacional de Colombia    | 10 años  |
| 1   | Universidad de los Andes            | 10 años  |
| 1   | Universidad del Valle               | 10 años  |
| 1   | Universidad de Antioquia            | 10 años  |
| 2   | Universidad ICESI                   | 8 años   |
| 2   | Universidad de la Salle             | 8 años   |
| 2   | Universidad del Rosario             | 8 años   |
| 2   | Universidad de La Sabana            | 8 años   |
| 2   | Universidad Industrial de Santander | 8 años   |
| 2   | Universidad EAFIT                   | 8 años   |
| 2   | Universidad del Norte               | 8 años   |
| 2   | Universidad Externado de Colombia   | 8 años   |
| 2   | Pontificia Universidad Javeriana    | 8 años   |
| 2   | Universidad Pontificia Bolivariana  | 8 años   |
| 2   | Universidad de Caldas               | 8 años   |
| 2   | Universidad del Cauca               | 8 años   |
| 2   | Universidad Tecnológica de Pereira  | 8 años   |

| Más universidades | Más universidades | Más universidades |
| N.º               | Institución | Duración          |
| ----------------- | --- | ----------------- |
| 3                 | Universidad Santo Tomás                                                                                                  | 6 años            |
| 3                 | Universidad de Bogotá Jorge Tadeo Lozano                                                                                 | 6 años            |
| 3                 | Universidad EIA | 6 años            |
| 3                 | Instituto Tecnológico Metropolitano                                                                                      | 6 años            |
| 3                 | Universidad CES | 6 años            |
| 3                 | Universidad de Medellín                                                                                                  | 6 años            |
| 3                 | Universidad Pedagógica y Tecnológica de Colombia                                                                         | 6 años            |
| 3                 | Universidad Autónoma de Bucaramanga                                                                                      | 6 años            |
| 4                 | Colegio de Estudios Superiores de Administración                                                                         | 4 años            |
| 4                 | Universidad Santiago de Cali                                                                                             | 4 años            |
| 4                 | Universidad Distrital Francisco José de Caldas                                                                           | 4 años            |
| 4                 | Escuela Colombiana de Ingeniería Julio Garavito                                                                          | 4 años            |
| 4                 | Universidad Tecnológica de Bolívar                                                                                       | 4 años            |
| 4                 | Universidad de Cartagena                                                                                                 | 4 años            |
| 4                 | Universidad EAN | 4 años            |
| 4                 | Universidad de Manizales                                                                                                 | 4 años            |
| 4                 | Universidad Autónoma de Occidente                                                                                        | 4 años            |
| 4                 | Universidad Sergio Arboleda                                                                                              | 4 años            |
| 4                 | Escuela Naval de Suboficiales A.R.C. Barranquilla                                                                        | 4 años            |
| 4                 | Escuela de Suboficiales de la Fuerza Aérea Colombiana Andrés M. Díaz Archivado el 1 de abril de 2016 en Wayback Machine. | 4 años            |
| 4                 | Dirección Nacional de Escuelas                                                                                           | 4 años            |

## Listas de clasificación generales

### Ranking QS -Quacquarelli Symonds
- La lista: Se trata del más antiguo de los 3 listados internacionales más influyentes entre las publicaciones especializadas en listas académicas, siendo las otros dos el Times Higher Education World University Ranking del magacín británico Times Higher Education y el Academic Ranking of World Universities perteneciente a Shanghai Jiao Tong University (China).
- Enlistador: La compañía británica Quacquarelli Symonds es la encargada de publicar desde 2004 el QS World University Rankings. Hasta 2010 The QS World University Rankings se publicaban junto a Times Higher Education World University Ranking como un solo listado unificado. Hoy en día son listados separados en dos publicaciones independientes.[5]
- Análisis: Las universidades son evaluadas de acuerdo con seis criterios: reputación académica, reputación del empleador, proporción facultad/estudiante, citaciones por facultad, proporción de profesores extranjeros, proporción de estudiantes extranjeros. Según Quacquarelli Symonds (QS) El QS World University Rankings continúa disfrutando de un marco metodológico notablemente consistente, compilado utilizando seis criterios que capturan efectivamente el rendimiento universitario.
- Metodología: La reputación académica y el número de citaciones por facultad son los criterios más rigurosamente evaluados, con 40% y 20% de su calificación final respectivamente. Seguidamente la proporción facultad/estudiante que evalúa en qué medida las instituciones pueden proporcionar a los estudiantes un acceso significativo a profesores y tutores con un 20%. La reputación del empleador la cual es evaluada de acuerdo a al menos 45,000 respuestas a la encuesta de empleador The Qs Employer Survey, en el que tienen de acuerdo a la calificación institucional de los estudiantes más competentes e innovadores. Este dice ser la encuesta más grande de su tipo (10%). Finalmente la proporción de estudiantes y profesores extranjeros con 5% de la calificación total cada uno.

| Institución                        | QS World University Rankings 2022 Colombia | QS World University Rankings 2022 Latinoamérica | QS World University Rankings 2022 |
| ---------------------------------- | ------------------------------------------ | ----------------------------------------------- | --------------------------------- |
| Universidad de los Andes           | 1                                          | 5                                               | 236                               |
| Universidad Nacional de Colombia   | 2                                          | 10                                              | 258                               |
| Pontificia Universidad Javeriana   | 3                                          | 18                                              | 412                               |
| Universidad Externado de Colombia  | 4                                          | 75                                              | 591-600                           |
| Universidad Icesi                  | 5                                          | 98                                              | 651-700                           |
| Universidad Pontificia Bolivariana | 6                                          | 66                                              | 651-700                           |
| Universidad de Antioquia           | 7                                          | 14                                              | 651-700                           |
| Universidad de La Sabana           | 8                                          | 45                                              | 701-750                           |
| Universidad del Rosario            | 9                                          | 38                                              | 751-800                           |
| Universidad EAFIT                  | 10                                         | 55                                              | 801-1000                          |

### Ranking U-Sapiens (Colombiano) SRG
- Lista y Enlistador: El ranking U-Sapiens es el ranking de la firma de consultoría colombiana Sapiens Resarch Group la cual lleva alrededor de 15 años constituida legalmente en Colombia. El enlistador SRG  evalúa  tanto a colegios como instituciones de educación superior de todo el país. El ranking U-Sapiens es el único ranking colombiano avalado por el observatorio IREG aunque no existe ningún ranking colombiano que cumpla con las características, que evalúe más criterios y que sea avalado por este observatorio en el inventario de rankings internacionales. Algunos de los rankings latinoameircanos que evalúan nacionalmente son: Perú: Ranking of the Best Universities of Peru. México: El Universal The Best Universities in Mexico, Ranking of the Best Mexican Universities. Chile: Qué Pasa University Ranking, Ranking of Chile Universities.
- Análisis: Las universidades son evaluadas a través de acuerdo a solo tres criterios: Revistas indexadas por el Índice Bibliográfico Nacional, Número total de posgrados que se pueden tomar en la universidad entre Maestrías y Doctorados, Número total de grupos de investigación en Colciencias. Aunque el ranking aduce cuantificar la capacidad investigativa de la universidad a través de solo tres criterios, a diferencia de la mayoría de rankings de categoría internacional, no se tienen en cuenta ni la citación y presencia de las publicaciones ni la reputación y excelencia académica, ni el impacto de las investigaciones en los ámbitos social-económico-político-industrial a nivel nacional, ni la perspectiva internacional de estas, el ranking no calcula los resultados por cantidad de estudiantes ni la proporción de grupos, publicaciones y posgrados por el número de estudiantes. El ranking utiliza información suministrada por Índices nacionales, Ministerio de educación y Colciencias. La variación según el reporte del año 2019 es que el departamento de Antioquia lidera con mayoría el ranking, se cierra la brecha entre IES privadas y públicas y que 28 universidades subieron de puesto.
- Metodología: Se analizan y tienen en cuenta, por categoría, tanto las revistas, las maestrías y doctorados activos ofertados y grupos de investigación de cada IES.  Después de asignar valores relativos se cuantifica y mediante la suma de cada uno de los resultados de cada institución se da un resultado en puntaje total y en cuartiles.

| Institución                                    | U-Sapiens Ranking 2019 | Puntuación miles |
| ---------------------------------------------- | ---------------------- | ---------------- |
| Universidad Nacional de Colombia sede Bogotá   | 1                      | >136             |
| Universidad de Antioquia                       | 2                      | >110             |
| Universidad del Valle                          | 3                      | >69              |
| Universidad de los Andes                       | 4                      | >64              |
| Pontificia Universidad Javeriana               | 5                      | >61              |
| Universidad Nacional de Colombia sede Medellín | 6                      | >52              |
| Universidad Industrial de Santander            | 7                      | >45              |
| Universidad del Norte                          | 8                      | >38              |
| Universidad Pontificia Bolivariana             | 9                      | >35              |
| Universidad de Caldas                          | 10                     | >33              |
| Universidad Tecnológica de Pereira             | 11                     | >32              |
| Universidad de Cartagena                       | 12                     | >31              |

### Ranking Webometrics
- Lista y Enlistador: Webometrics es otro directorio internacional de educación superior, que publica su lista dos veces al año (enero y julio), con el motivo de motivar a las instituciones para que tengan sitios web que reflejen de manera exacta sus actividades académicas. Esta clasificación la produce el Laboratorio de Cibermetría del Consejo Superior de Investigaciones Científicas (CSIC) de España. El Laboratorio actúa como un observatorio de ciencia y tecnología disponible en la internet. El directorio Webometrics aduce evaluar y clasificar a todas las universidades del mundo.
- Análisis: La lista se basa cuatro (4) criterios: presencia global, impacto, apertura y excelencia. La presencia web y la visibilidad se utilizan como indicadores del desempeño global de una universidad. Estos indicadores tienen en cuenta el compromiso docente, los resultados de la investigación, el prestigio internacional percibido, los vínculos con la comunidad, incluidos los sectores industrial y económico, de la universidad.
- Metodología: Los indicadores web se consideran proxies o intermediarios en la evaluación correcta, integral y profunda del desempeño global de la universidad, teniendo en cuenta sus actividades y productos, y su relevancia e impacto. Su objetivo central no es evaluar los sitios web, ni su diseño o usabilidad o la popularidad de sus contenidos de acuerdo con el número de visitas o visitantes.  Al ser un proyecto de investigación, cambia su metodología de acuerdo con los nuevos hallazgos o la disponibilidad de fuentes. Las clasificaciones basadas solo en investigación (bibliometría) están sesgadas en contra de tecnologías, ciencias de la computación, ciencias sociales y humanidades , disciplinas que generalmente representan más de la mitad de los académicos y estudiantes en una universidad integral estándar. Webometrics también mide, de manera indirecta, otras misiones como la enseñanza o la llamada tercera misión, considerando no solo el impacto científico de las actividades universitarias, sino también la relevancia económica de la transferencia de tecnología a la industria, la participación comunitaria (social, roles culturales, ambientales) e incluso la influencia política.

En 2016 salió pública la quinta edición de ranking de científicos colombianos, que ha incluido a profesores de diferentes universidades del país, en la que se destacan la La Universidad Nacional de Colombia, Universidad de Los Andes y la Universidad del Rosario, esta última con un avance significativo respecto a la medición del año anterior.
Ranking Webometrics, teniendo en cuenta universidades privadas y públicas: 
| Webometrics Ranking Colombia 2020 | Institución                      |
| --------------------------------- | -------------------------------- |
| 1                                 | Universidad de los Andes         |
| 2                                 | Pontificia Universidad Javeriana |
| 3                                 | Universidad Nacional de Colombia |
| 4                                 | Universidad de Antioquia         |
| 5                                 | Universidad del Norte            |
| 6                                 | Universidad ICESI                |
| 7                                 | Universidad EAFIT                |
| 8                                 | Universidad de Nariño            |
| 9                                 | Universidad Antonio Nariño       |
| 10                                | Universidad del Valle            |

### Shanghái Academic Ranking of World Universities
| Colombia 2021 | Institución                      |
| ------------- | -------------------------------- |
| 1             | Universidad Nacional de Colombia |
| 2             | Universidad de los Andes         |

### Center for World University Rankings
| Colombia 2021-2022 | Institución                         |
| ------------------ | ----------------------------------- |
| 1                  | Universidad de los Andes            |
| 2                  | Universidad Nacional de Colombia    |
| 3                  | Universidad de Antioquia            |
| 4                  | Universidad Antonio Nariño          |
| 5                  | Pontificia Universidad Javeriana    |
| 6                  | Universidad del Valle               |
| 7                  | Universidad Industrial de Santander |

### University Rankings by Academic Performance
| Colombia 2021-2022 | Institución                         |
| ------------------ | ----------------------------------- |
| 1                  | Universidad Nacional de Colombia    |
| 2                  | Universidad de Antioquia            |
| 3                  | Pontificia Universidad Javeriana    |
| 4                  | Universidad de los Andes            |
| 5                  | Universidad de Cartagena            |
| 6                  | Universidad Industrial de Santander |
| 7                  | Universidad del valle               |
| 8                  | Universidad del Rosario             |
| 9                  | Universidad del Norte               |
| 10                 | Universidad ICESI                   |

## Listas de clasificación por número de publicaciones

### Ranking Iberoamericano SIR - SCIMAGO Institutions Rankings
- La lista: Esta clasificación presenta un perfil detallado basado en datos cuantitativos de publicación y citación para analizar la actividad investigadora de todas las instituciones iberoamericanas de enseñanza superior.
- Realizador: Universia es un portal de Internet para los estudiantes universitarios iberoamericanos.
- Análisis: Para su elaboración se analizaron las publicaciones científicas incluidas en el índice de citas Scopus, la mayor base de datos científica del mundo que incluye revistas per review, libros y actas de congresos. La clasificación incluye indicadores que muestran información ordenada sobre la actividad investigadora de las universidades iberoamericanas durante el periodo 2003-2008, analiza el tamaño, medido en producción de documentos científicos de las universidades, su capacidad para realizar investigación en colaboración con otros países y la visibilidad o impacto científico de su producción.
- Metodología: Revisión bibliográfica.
- En 2014: Para elaborar el informe, que se integra en la estrategia de SCImago de desarrollar herramientas de evaluación de la investigación, se han tenido en cuenta las 1.369 instituciones de educación superior iberoamericanas que al menos publicaron un ensayo científico incluido en la base de datos Scopus. Así, las diez (10) universidades con mayor nivel de investigación son:

| Posición                               | Institución                                             | Puntaje |
| -------------------------------------- | ------------------------------------------------------- | ------- |
| 1                                      | Universidad Nacional de Colombia                        | 1027    |
| 2                                      | Universidad de Antioquia                                | 2129    |
| 3                                      | Alliance of Bioversity International and CIAT, Colombia | 2312    |
| 4                                      | Pontificia Universidad Javeriana                        | 3152    |
| 5                                      | Universidad de los Andes                                | 3196    |
| 6                                      | Instituto Nacional de Salud                             | 3758    |
| 7                                      | Universidad del Rosario                                 | 4184    |
| 8                                      | Corporación Colombiana de Investigación Agropecuaria    | 4780    |
| 9                                      | Universidad Antonio Nariño                              | 5173    |
| 10                                     | Universidad de la Costa                                 | 5382    |
| Fuente: SCImago Institutions Rankings. |                                                         |         |

### THE Times Higher Education Ranking
- Lista y Enlistador: La clasificación académica de universidades del THE es una clasificación mundial de las principales universidades del mundo publicado por el Times Higher Education (THE). El THE se dedica desde el 2001 a publicar clasificaciones internacionales en educación. Se disoció de su socio original el Quacquarelli Symonds en el 2010, creando una metodología para clasificaciones obteniendo la información de la base de datos de Thomson Reuters. El Times Higher Education (THE), anteriormente Times Higher Education Supplement (THES) es una revista semanal basada en Londres, informa específicamente noticias y asuntos relacionados con Educación superior Es en el Reino Unido la publicación principal en su campo. Se hizo muy conocido después de publicación anual de la clasificación mundial universitaria, que primero que hizo su aparición en la revista de noviembre de 2004.[14]
- Análisis: Se recopilan y consideran datos para el Ranking Mundial, en el cual se evalúan alrededor de 1,400 instituciones en todo el mundo. El ranking evalúa a universidades intensivamente en todas sus misiones centrales: enseñanza, investigación, transferencia de conocimiento y perspectiva internacional. Se utilizan 13 criterios de rendimiento para proporcionar las comparaciones completas y equilibradas, confiables por estudiantes, académicos, líderes universitarios, industria y gobiernos. A su vez estos 13 criterios se agrupan en las misiones centrales mencionadas. Algunos indicadores utilizan la base presupuestal de cada institución y su inversión en cada campo, lo que hace a este ranking susceptible a cambios drásticos dependiendo de la ubicación geográfica y situación socioeconómica a su alrededor. A pesar de que el ingreso para investigación es crucial para el desarrollo de una investigación de clase mundial, y debido a que gran parte está sujeta a la competencia y juzgada por una revisión por sus pares internacionales.[15]
- Metodología: El indicador más valorado de esta clasificación es la Investigación (volumen, ingresos y reputación): 30%. En este también se divide en ingresos para investigación, encuestas de la reputación de estas investigaciones y lo productivo que sea la institución en investigación. Citas (influencia de la investigación): 30%. Esta misión central evalúa el papel de la universidad en la difusión de nuevos conocimientos e ideas. Se examina la influencia de la investigación al capturar el número promedio de veces que los académicos de todo el mundo citan el trabajo publicado de una universidad. Para el año 2019 el proveedor de datos bibliométricos Elsevier examinó 77.4 millones de citas a 12.8 millones de artículos de revistas, reseñas de artículos, actas de congresos, libros y capítulos de libros publicados durante cinco años por lo que se da una vista más actual del alcance institucional en los últimos años. Perspectiva internacional (personal, estudiantes, investigación): 7.5% evalúa la capacidad de una universidad para atraer estudiantes universitarios, postgraduados y docentes de todo el planeta es clave para su éxito en el escenario mundial. Se califica en este indicador la proporción de estudiantes y personal extranjero, y a su vez la colaboración internacional. Ingresos de la industria (transferencia de conocimiento): 2.5%. Evalúa la capacidad de una universidad para ayudar a la industria con innovaciones, inventos y consultoría se ha convertido en una misión central de la academia global contemporánea.

| Institución                         | THE Ranking nacional 2020 | THE Ranking Internacional 2020 |
| ----------------------------------- | ------------------------- | ------------------------------ |
| Pontificia Universidad Javeriana    | 1                         | 401–500                        |
| Universidad de los Andes            | 2                         | 601–800                        |
| Universidad de Antioquia            | 3                         | 1001+                          |
| Universidad del Rosario             | 4                         | 1001+                          |
| Universidad Industrial de Santander | 5                         | 1001+                          |
| Universidad Nacional de Colombia    | 6                         | 1001+                          |
| Universidad del Norte               | 7                         | 1001+                          |
| Universidad Pontificia Bolivariana  | 8                         | 1001+                          |

## Listas de popularidad de las páginas web

### Donde Estudiar
- La lista: Esta clasificación presenta un perfil detallado basado en datos cuantitativos de publicación y citación para analizar la actividad investigadora de todas las instituciones Colombianas de enseñanza superior clasificado por el mismo equipo que rankea universidades de Norteamérica.
- Realizador: Dondeestudiar.com es un portal de recursos estudiantiles.
- Análisis: El ranking se basa en una combinación de diversos rankings internacionales, nivel de docencia y otras variables.

- Metodología[16]:
  - Calidad de las investigaciones de la universidad, incluida la cantidad de citas.Rango de ingresos de la industria, incluidas las ganancias de los graduados.
  - Posición en rankings internacionales de universidades. (promedio global).
  - Nivel de docencia y enseñanza, incluyendo el tamaño de las clases y la reputación de la facultad.
  - Rankings específicos por carrera.
  - Ranking regional.

| Ranking Nacional 2021 Dónde Estudiar | Institución                      |
| ------------------------------------ | -------------------------------- |
| 1                                    | Universidad Nacional             |
| 2                                    | Universidad De Antioquia         |
| 3                                    | Universidad de los Andes         |
| 4                                    | Pontificia universidad Javeriana |
| 5                                    | Universidad de la Salle          |

### 4 International Colleges & Universities
- Lista y Enlistador: 4 International Colleges and Universities es un directorio internacional de educación superior, y motor de búsqueda que enlista 10.200 universidades en 200 países.
- Análisis: La lista se basa en un único criterio: la popularidad de las páginas web de las instituciones.
- Metodología: Conteo de visitas a las páginas web de las instituciones.
- Las diez (10) universidades más populares en 2021 de Colombia en la lista:

| 4ICU Ranking 2021 Colombia | Institución                        |
| -------------------------- | ---------------------------------- |
| 1                          | Universidad Nacional de Colombia   |
| 2                          | Universidad de los Andes           |
| 3                          | Pontificia Universidad Javeriana   |
| 4                          | Universidad de Antioquia           |
| 5                          | Universidad EAFIT                  |
| 6                          | Universidad ICESI                  |
| 7                          | Universidad del Rosario            |
| 8                          | Universidad del Norte              |
| 9                          | Universidad de la Sabana           |
| 10                         | Universidad Pontificia Bolivariana |

- Nota: El comportamiento de esta lista es sensible al número de estudiantes del mundo que visitan las páginas web de las universidades.

## Clasificación ambiental

### UI Green Metric World University Rankings
La única clasificación que mide el compromiso de cada universidad participante en el desarrollo de una infraestructura ecológica. Esta clasificación incluyen la recopilación de información básica del tamaño de la universidad, su perfil de zonificación y el grado de espacio verde. El consumo de electricidad y su vínculo con la huella de carbono. El transporte, uso de agua, gestión de residuos, entorno e infraestructura, energía y cambio climático, y educación e investigación. La respuesta de la universidad abordando los problemas de sostenibilidad a través de políticas, acciones y comunicación.
| Institución                        | Ranking Colombia | Puntaje Ambiental |
| ---------------------------------- | ---------------- | ----------------- |
| Universidad Autónoma de Occidente  | 1                | 7725              |
| Universidad del Rosario            | 2                | 7600              |
| Universidad Nacional de Colombia   | 3                | 7600              |
| Universidad del Norte              | 4                | 7575              |
| Universidad Jorge Tadeo Lozano     | 5                | 7525              |
| Universidad Tecnológica de Pereira | 6                | 6550              |
| Universidad El Bosque              | 7                | 6450              |
| Universidad de Caldas              | 8                | 6450              |
| Universidad EAFIT                  | 9                | 6375              |
| Universidad de los Andes           | 10               | 6375              |